# Magdolna (film)
A Magdolna 1942-es magyar romantikus filmdráma Nádasdy Kálmán rendezésében, Lázár Mária, Turay Ida és Petrovich Iván főszereplésével. A budapesti Hunnia Filmstúdióban forgatták. A film díszleteit Kokas B. Klára művészeti vezető tervezte. Harsányi Zsolt azonos című regénye alapján készült.

## Szereposztás
- Lázár Mária – Magdolna
- Lehotay Árpád – Zoltán
- Somlay Artúr – Szilágyi Ákos
- Turay Ida – Klári
- Petrovich Iván – Detky Pál
- Kamarás Gyula – Tímár Péter
- Vaszary Piri – Helén
- Benkő Gyula – Tamás
- Árpád Margit – Judit
- Rácz Vali – Jolanta
- Somogyi Nusi – fodrásznő
- Sárdy János – énekes
- Bilicsi Tivadar – Pali bácsi
- Hidassy Sándor – rendőr
- Bakay Lajos – vendég
- Kelemen Lajos – vendég
- Harasztos Gusztáv – vendég
- Szabó Ferenc – inas
- Horváth Tivadar – fodrász
- Puskás Tibor – Billy
- Sívó Margit – hölgy az eszpresszóban
- Zsillei Margit – színésznõ a színpadon
- Gaál László – pincér

## Fordítás
- Ez a szócikk részben vagy egészben  a   Magdolna (film) című angol Wikipédia-szócikk ezen változatának fordításán alapul.  Az eredeti cikk szerkesztőit annak laptörténete sorolja fel. Ez a jelzés csupán a megfogalmazás eredetét és a szerzői jogokat jelzi, nem szolgál a cikkben szereplő információk forrásmegjelöléseként.